# Boris Vladimorovič Derjagin
Boris Vladimorovič Derjagin (in russo Борис Владимирович Дерягин?) (Mosca, 9 agosto 1902 – 16 maggio 1994) è stato un chimico e fisico russo.
È famoso soprattutto per i suoi contributi fondamentali alla chimica dei colloidi e delle superfici.

## Vita e opere
Nel 1935 divenne professore e diresse dal 1936 fino alla sua morte un proprio laboratorio sulla fisica delle superfici e il reparto dei processi di assorbimento nell'Istituto di chimica fisica dell'Accademia sovietica delle scienze a Mosca.
Derjagin è famoso per i suoi studi sulla stabilità dei colloidi e sulle pellicole sottili dei liquidi, che formarono la teoria DLVO (dalle iniziali di Derjagin, Lew Landau, Evert Verwey e Theodoor Overbeek), ancora oggi ampiamente citata in tutti i testi di chimica dei colloidi e utilizzata negli studi delle forze interparticellari dei colloidi.
L'approssimazione di Derjagin (1934) permette di ricavare l'interazione tra particelle sferiche abbastanza grandi da quelle delle superfici planari.
Nel 1956 fornì una conferma sperimentale dell'effetto Casimir con I. I. Abrikosowa ed Evgenij Michajlovič Lifšic. Nel 1958 anche Marcus Sparnaay ottenne questo risultato.
Parimenti già nel 1956 (con Boris Vladimirovič Spizyn) propose la sintesi dei diamanti dalla deposizione del gas, il che però non fu allora ulteriormente preso in considerazione. Ma Derjagin proseguì la ricerca e condusse numerosi esperimenti (1967), ma anche in occidente la cosa non trovò assolutamente attenzione fino a una conferenza sovietica nel 1971.
Negli anni 1970 Derjagin sviluppò una teoria dell'adesione dei corpi elastici che prese il nome di modello DMT (da Derjagin, V. Muller, Y. Toporov), che difese energicamente contro il modello JKR di K. L. Johnson, K. Kendall e A. D. Roberts messo a punto in occidente. Questo rifiuto fu strumentale per lo sviluppo da parte di D. Tabor e di  D. Mauguis di parametri che consentono di applicare entrambi i modelli di contatto, stabilendo quale dei due modelli di volta in volta rappresenta meglio il contatto adesivo per specifici materiali.
Dal 1962 al 1973 fu brevemente coinvolto nella ricerca sull'acqua polimerizzata. Questo campo sosteneva che se l'acqua veniva riscaldata e poi raffreddata nel quarzo assumeva nuove straordinarie proprietà. Derjagin presentò i risultati sull'"acqua anomala" (come egli la chiamò) nel 1966 in Inghilterra. In seguito però prese le distanze e attribuì gli effetti riscontrati a contaminazioni. Alla fine, gli scienziati coinvolti nella ricerca ammisero che l'acqua polimerizzata non esisteva, affermando di essere stati fuorviati da esperimenti mal progettati. La reputazione di Derjagin risentì negativamente del coinvolgimento in questa vicenda.
Derjagin si occupò anche della teoria della termoforesi e della termosmosi.
Nella discussione sulla fusione fredda mostrò nel 1989 che le onde d'urto nei corpi metallici di titanio e di palladio, che erano saturati con il deuterio, potevano liberare anche neutroni.
Fu membro dell'Accademia sovietica delle scienze (membro corrispondente dal 1946, membro completo nel 1992) e dal  1974 membro dell'Accademia Leopoldina. Nel 1958 ottenne il premio Lomonosov e nel 1991 il premio di stato dell'URSS.
Per molti anni curò la rivista russa Коллоидный журнал (it. "Rivista dei colloidi“; ISSN 0023-2912).